# 주몽사
주몽사(朱蒙祠), 또는 동명왕신사(東明王神祠)는 고구려의 초대 왕인 주몽(동명왕)의 사당이다.
《삼국사기》의 기록에 의하면 당나라의 이세적이 당 태종의 명을 받아 고구려의 요동성을 공격해 성이 위태롭게 되자 당시 요동성 안에는 주몽의 사당에서 무당을 통해 고구려의 초대 국왕인 주몽에게 제사를 지냈다고 한다.